# Hidden Fortress: The Last Princess
Hidden Fortress: The Last Princess (隠し砦の三悪人 THE LAST PRINCESS, Kakushitoride no Sanakunin: Za Rasuto Purinsesu) lit.Els tres vilans de la Fortalesa Amagada: L'última princesa) és una pel·lícula japonesa de 2008 dirigida per Shinji Higuchi. Un remake de la pel·lícula d'Akira Kurosawa de 1958 Kakushi toride no san akunin, es va estrenar el 10 de maig de 2008.

## Argument
A Makabe, fidel servent de la princesa Yuki, se li encarrega la tasca de transportar-la a un lloc segur juntament amb el seu gran tresor de lingots d'or. Disfressats d'humils venedors ambulants de llenya, amaguen l'or dins de les caixes de fusta per passar desapercebuts als punts de control de la carretera, que està sota el control del seu adversari Takayama.
Al llarg del viatge es troben amb Takezo i Shimpachi, que s'acaben d'amagar després d'escapar de ser condemnats a treballs forçats a les mines d'or; tots dos, després d'un primer moment de vacil·lació, accepten ajudar a la princesa, amb la promesa d'una generosa recompensa de Makabe.

## Repartiment
- Jun Matsumoto com a Takezo
- Masami Nagasawa com a princesa Yuki
- Hiroshi Abe com a Makabe Rokurota
- Kippei Shiina com a Takayama Kyobu
- Daisuke Miyagawa com a Shinpachi
- Masahiro Kōmoto com Sagawa
- Masahiro Takashima com a Honjo
- Jun Kunimura com a Nagakura
- Kreva com el Samurai de Kyobu
- Manami Kurose com a Mitsu
- Katsuhisa Namase com a jugador
- Arata Furuta com a comerciant d'esclaus
- Takaya Kamikawa com a capità

## Producció
La fotografia principal va començar l'1 de novembre de 2007. Els exteriors es rodaren a Mont Aso, castell de Kumamoto , Prefectura d'Ibaraki i Prefectura de Shizuoka.

## Llançament
La pel·lícula es va estrenar el 17 d'abril de 2008 al Tokyo Dome City Hall, i es va estrenar al Japó el 10 de maig de 2008.El 27 d'abril de 2018 es va celebrar una primera projecció a la Universitat del Sud de Califòrnia a Los Angeles, i va obtenir reaccions positives per part del públic. Fou projectada al Festival Internacional de Cinema de Canes el 14 de maig de 2008.
The Last Princess es va publicar en DVD el 12 de desembre de 2008 al Japó. Va ocupar el quart lloc de la llista de DVD d'Oricon.
El 28 de juny de 2010 es va publicar al Regne Unit i Irlanda en DVD per 4Digital Asia.